# Villalet
Villalet est une ancienne commune française, située dans le département de l'Eure en région Normandie, devenue le 1er janvier 2016 une commune déléguée au sein de la commune nouvelle de Sylvains-Lès-Moulins.

## Géographie
Commune de l'aire urbaine d'Évreux s'étendant le long de l'Iton, Villalet n'a pas d'église paroissiale et juste une mairie d'une pièce. Au nord et à l'ouest, se trouve la forêt d'Évreux. À l'est, la commune est bordée par la route départementale 55 reliant Évreux à Breteuil : c'est une ancienne voie romaine qui enjambait l'Iton non loin du lieu-dit « Sec-Iton » par un ouvrage d'art. Les pierres de ce viaduc ont été extraites d'une carrière qui borde toujours la D 55 au nord de la vallée en bordure de la forêt d'Évreux.
Une particularité géographique du cours de la rivière l'Iton au niveau de la commune de Villalet est que le cours d'eau disparaît dans des entonnoirs comblés de cailloux situés au fond du lit de la rivière : les pertes.
Ces pertes sont invisibles l'hiver mais faciles à reconnaître l'été lorsque l'eau s'y engouffre. Un réseau de petits canaux permet à la rivière d'éviter les pertes afin que les champs en aval continuent à être arrosés. Le lit souterrain de la rivière se poursuit sur plusieurs kilomètres et aboutit dans une sorte d'étang où on voit l'eau réapparaître en faisant bouillonner la surface. Le site de la vallée de l'Iton doit être prochainement classé.

## Toponymie
Le nom de la localité est attesté sous les formes Vilalet en 1180 (charte de la Noë), Vilaletum en 1199, Villaletum en 1206 (charte de Saint-Sauveur), Vilailetum en 1223, Villaretum en 1224, Viraletum en 1280, Villaletum en 1315 (charte de la Noë), Villez en 1793, Villez-Champ-Dominel en 1846, Sylvains-les-Moulins en 1972.

## Histoire
Le 1er janvier 2016 : Création de la commune nouvelle de Sylvains-Lès-Moulins en lieu et place des communes de Sylvains-les-Moulins et de Villalet. 

## Politique et administration
| Période                                  | Période  | Identité         | Étiquette | Qualité                                   |
| ---------------------------------------- | -------- | ---------------- | --------- | ----------------------------------------- |
| mars 1955                                | ???      | Louis Van Haecke | RI        | Député de 1961 à 1962 puis de 1963 à 1967 |
| mars 2001                                | En cours | Danielle Wattel  | UMP-LR    | Retraitée de l'enseignement               |
| Les données manquantes sont à compléter. |          |                  |           |                                           |

## Démographie
| 1793 | 1800 | 1806 | 1821 | 1831 | 1836 | 1841 | 1846 | 1851 |
| ---- | ---- | ---- | ---- | ---- | ---- | ---- | ---- | ---- |
| 222  | 194  | 212  | 211  | 187  | 126  | 159  | 170  | 143  |

| 1856 | 1861 | 1866 | 1872 | 1876 | 1881 | 1886 | 1891 | 1896 |
| ---- | ---- | ---- | ---- | ---- | ---- | ---- | ---- | ---- |
| 137  | 141  | 128  | 98   | 99   | 97   | 96   | 88   | 90   |

| 1901 | 1906 | 1911 | 1921 | 1926 | 1931 | 1936 | 1946 | 1954 |
| ---- | ---- | ---- | ---- | ---- | ---- | ---- | ---- | ---- |
| 81   | 60   | 68   | 51   | 67   | 46   | 46   | 46   | 44   |

| 1962 | 1968 | 1975 | 1982 | 1990 | 1999 | 2005 | 2010 | 2013 |
| ---- | ---- | ---- | ---- | ---- | ---- | ---- | ---- | ---- |
| 48   | 46   | 50   | 45   | 68   | 74   | 73   | 89   | 88   |

## Culture locale et patrimoine

### Lieux et monuments
- Ruines de l'église Saint-Médard (XIVe-XVe siècles).

### Patrimoine naturel
La forêt d'Évreux (dont une partie se trouve comprise sur le territoire de la commune), est en zone naturelle d'intérêt écologique, faunistique et floristique.